# Малых, Наталья Николаевна
Ната́лья Никола́евна Малы́х (8 декабря 1993, Волгоград) — российская волейболистка, нападающая, двукратная чемпионка Европы, мастер спорта международного класса.

## Биография
Наталья Малых начинала играть в волейбол в возрасте 8 лет, её первым тренером в волгоградской СДЮСШОР № 7 была Лидия Николаевна Звонникова. Наталья выступала за молодёжную сборную России на чемпионате Европы 2010 года в Сербии и чемпионате мира 2011 года в Перу, где играла в основном составе и практически в каждом матче становилась самой результативной в команде Вадима Кирьянова.
В 2012 году перешла из волгоградской «Волжаночки», выступавшей в высшей лиге «Б», в команду Суперлиги — «Заречье-Одинцово» и в наступившем сезоне стала основной диагональной подмосковного коллектива, а в феврале 2013 года в связи с травмой голеностопа у Екатерины Богачёвой провела несколько матчей на непривычной для себя позиции центральной блокирующей. Главный тренер сборной России Юрий Маричев включил Наталью в расширенный состав национальной команды.
Самый молодой игрок в сборной России образца 2013 года, Наталья Малых стала серебряным призёром турнира «Монтрё Волей Мастерс», победительницей Кубка Ельцина и Универсиады в Казани, а 2 августа в матче против сборной США дебютировала в первом официальном соревновании года — Гран-при. В сентябре завоевала золотую медаль на чемпионате Европы в Германии и Швейцарии. В ноябре выступила на Всемирном Кубке чемпионов и стала третьей по результативности среди всех участниц турнира в Японии.
В марте 2014 года Наталья Малых в составе «Заречья-Одинцово» завоевала Кубок вызова. В ответном финальном матче против стамбульского «Бешикташа» она набрала 24 очка и по его окончании была награждена призом MVP финала Кубка вызова.
В начале сезона сборных 2014 года выиграла бронзовую медаль «Монтрё Волей Мастерс», став самым результативным игроком турнира, а в августе завоевала бронзу Гран-при. В 2015 году в составе российской команды стала серебряным призёром Гран-при (но не играла из-за травмы в матчах финального турнира в Омахе) и во второй раз завоевала титул чемпионки Европы.
В августе 2015 года Наталья Малых подписала двухлетний контракт с краснодарским «Динамо». В сезоне-2015/16 она выиграла Кубок России и Кубок Европейской конфедерации волейбола. Во втором матче финала Кубка ЕКВ против турецкого «Галатасарая» Наталья за три сета принесла команде 26 очков и была удостоена звания MVP. В июне 2017 года перешла из «Динамо» в красноярский «Енисей».
После Гран-при-2016 Наталья Малых не привлекалась национальную сборную, а вернулась в неё в мае 2018 года на Лиге наций. В августе 2017 года была капитаном российской студенческой команды, в составе которой завоевала золото на Универсиаде в Тайбэе.
В феврале 2021 года, после перерыва в карьере, подписала контракт с клубом «Липецк». В мае 2022 года перешла в саратовский «Протон», в составе которого стала бронзовым призёром чемпионата России и самым результативным игроком турнира (655 очков в 36 матчах).

## Достижения

### Со сборными
- 2-кратная чемпионка Европы (2013, 2015).
- Серебряный (2015) и бронзовый (2014) призёр Гран-при.
- Обладательница Кубка Ельцина (2013, 2015), серебряный призёр Кубка Ельцина (2014, 2018).
- Серебряный (2013) и бронзовый (2014) призёр «Монтрё Волей Мастерс».
- 2-кратная чемпионка Всемирных Универсиад (2013, 2017).

### В клубной карьере
- Двукратный бронзовый призёр чемпионатов России (2015/16, 2022/23).
- Обладательница Кубка России (2015), серебряный призёр Кубка России (2017).
- Обладательница Кубка вызова (2013/14).
- Обладательница Кубка Европейской конфедерации волейбола (2015/16).

### Индивидуальные призы
- MVP финала Кубка вызова (2014).
- MVP финала Кубка Европейской конфедерации волейбола (2016).
- Лучшая нападающая «Финала четырёх» Кубка России (2017).

## Награды
- Почётная грамота Президента Российской Федерации (19 июля 2013 года) — за высокие спортивные достижения на XXVII Всемирной летней универсиаде 2013 года в городе Казани[8].

## Личная жизнь
В июне 2017 года Наталья Малых вышла замуж за Руслана Быканова — игрока команды «Подмосковье» по пляжному волейболу. В 2020 году родила сына.